# Фенис
Фенѝс (на италиански и на френски: Fénis) е село и община в Северна Италия, автономен регион Вале д'Аоста. Разположено е на 541 m надморска височина. Населението на общината е 1759 души (към 2010 г.).